# Khaligraph Jones
Khaligraph Jones, pseudonimo di Brian Ouko Omollo (Mbooni, 12 giugno 1990), è un rapper keniota.

## Biografia
Khaligraph Jones ha fatto il proprio debutto discografico con l'album in studio Testimony 1990, uscito nella prima metà del 2018. Al disco ha fatto seguito Invisible Currency, presentato quattro anni più tardi. È stato candidato per due MTV Africa Music Awards, uno per il Listeners' Choice e l'altro per il miglior hip hop.

## Discografia

### Album in studio
- 2018 – Testimony 1990
- 2022 – Invisible Currency

### Mixtape
- 2014 – Point of No Return
- 2014 – Autograph
- 2015 – Eff Off
- 2020 – The Take Over: Mixtape

### Singoli
- 2015 – King Khali
- 2015 – Yego
- 2016 – Mazishi
- 2016 – Cypher
- 2016 – Wanjiru & akinyi
- 2016 – Micasa sucasa (feat. Cashy)
- 2017 – Toa tint (Mask Off)
- 2017 – Chali Ya Ghetto (feat. Rayvanny)
- 2017 – Gaza
- 2017 – Nataka iyo doh
- 2018 – Omollo
- 2018 – Rider (con Petra)
- 2018 – The Khali Cartel
- 2018 – Watajua hawajui (feat. Msupa S)
- 2018 – Now You Know (feat. Rostam)
- 2018 – Work (feat. Donn J)
- 2018 – Juu ya ngori
- 2018 – Stick
- 2018 – Coming Thru (feat. Redsan)
- 2019 – Japo kidogo (con Otile Brown)
- 2019 – Superman
- 2019 – Leave Me Alone
- 2019 – Me siogopi (feat. Lamaz Span K.O.B)
- 2020 – Yes bana (feat. Bien)
- 2020 – Roll with You
- 2020 – Hao (feat. Masauti)
- 2020 – Tuma kitu
- 2020 – Lwanda Magere Legacy
- 2020 – Kwendaa
- 2021 – Wavy (feat. Sarkodie)
- 2021 – Punguza kesheshe
- 2021 – Full kisunzi (con KRG the Don)
- 2021 – Nikwa ni shoke
- 2021 – Champez
- 2021 – Odinare (con Randy Dee)
- 2021 – Okas iit (con Chepkosgei)
- 2022 – Sifu bwana (feat. Nyashinski)
- 2022 – Blue Ticks (feat. Femi One)
- 2022 – Mbona?
- 2022 – Kata (con WarChild Bezzy)
- 2022 – Chunli (feat. Smady & Boutross)
- 2022 – Flying High (con Angachi e Bakhita)
- 2022 – Inaweza haiwezi (con Blinky Bill e Manifest)
- 2022 – My toto (con Mr Seed)
- 2023 – Odinare (con Andalia 038)
- 2023 – The Avengers Cypher (feat. Katapilla)
- 2023 – Kwame (feat. Harmonize)
- 2023 – So Gone Gfix (con Vinc on the Beat)
- 2023 – Minimal Pressure
- 2023 – Bongo Favour
- 2023 – Stupid (con Young Lunya)
- 2023 – Coco Butter (con Sammy Dee)
- 2023 – Asante (con Kusah)
- 2024 – Chocha
- 2024 – Bang